# Eugenia gonavensis
Eugenia gonavensis är en myrtenväxtart som beskrevs av Ignatz Urban. Eugenia gonavensis ingår i släktet Eugenia och familjen myrtenväxter. Inga underarter finns listade i Catalogue of Life.